# Naravni rezervat Ali Botuš
Naravni rezervat Ali Botuš (bolgarsko Али ботуш), prav tako napisan Alibotouš, je naravni rezervat v majhnem gorskem območju Slavjanka, na meji med Bolgarijo in Grčijo. Rezervat zaseda severni del gore, ki leži na ozemlju Bolgarije in je ime dobil po starem imenu Slavjanka. Leži v občinah Sandanski in Hadžidimovo, v okraju Blagoevgrad. Razglašen je bil leta 1951 za zaščito največjih gozdov endemične bora munike (Pinus holdreichii) na Balkanskem polotoku. Njegovo ozemlje je bilo večkrat razširjeno in obsega površino 1638 ha ali 16,38 km2.
Leta 1977 je bil razglašen za Unescov biosferni rezervat. Znan je po svojem bogatem rastlinstvu - na omejenem ozemlju najdemo več kot 1500 vrst. 

## Geografija
Rezervat leži na severnih pobočjih pogorja Slavjanka na nadmorskih višinah med 1140 in 2212 m. Od gorovja Pirin, ki je severno, ga loči sedlo Paril. Goro tvorita metamorfni paleozojski apnenec in marmor, ki pokrivata granitno jedro.  Ozemlje Ali Botuša ima različne geomorfološke oblike in številne grebene, kot so Brezata, Sveti Konstantin, Mitnicata, vrh Tepleški in Čaplen Bair.
Rezervat spada v celinsko sredozemsko podnebno območje, zaradi velike nadmorske višine pa ima tudi alpsko podnebje. Vendar je sredozemski vpliv zelo močan in določa režim padavin, ki ima jesensko-zimski maksimum in poletni minimum. Povprečne temperature pozimi so precej višje od povprečnih temperatur na istih nadmorskih višinah v preostali državi. Vpliv fena je pozimi zelo močan.
Povprečna letna temperatura za spodnje dele rezervta je 14 ° C, za najvišje pa približno 6 ° C. Povprečno trajanje obdobja s temperaturami nad 10 ° C za nižje odseke znaša 200-220 dni, za visoke pa 130 dni. Letne količine padavin se gibljejo med 700 in 900 mm, v najvišjih conah pa presegajo 900 mm. Zaradi kraškega reliefa so površinski vodni viri omejeni. Potoki so predvsem podzemne vode; dež zagotavlja 25–30 % celotne količine pretoka, sneg pa 20–25 %.
Tla pokrivajo gozdne prsti cimetove barve v nižjih in rjave gozdne prsti na višji nadmorski višini. Prevladuje humusno-karbonatna vrsta tal, na najvišjih odsekih pa so tudi gorsko-travniška tla. Humusno-karbonatna tla so plitva do zmerno globoka. Običajno so suha in topla.

## Rastlinstvo
Ali Botuš je dom raznolikega rastlinstva, ki je ostalo neokrnjeno in nedotaknjeno zaradi relativne izolacije rezervata na obmejnem območju. Na majhnem ozemlju je več kot 1500 vrst vaskularnih rastlin, zaradi česar je ključni floristični center na Balkanskem polotoku. Obstaja več kot 20 bolgarskih endemičnih vrst, od katerih jih je pet mogoče opazovati le v rezervatu in 42 do 46 balkanskih endemitov. Rastlinske vrste so iz mediteranskega zimzelenega gozda in iz zmernega gozdov.
V listopadnih gozdovih v najnižjih delih rezervata prevladujeta bukev (Fagus sylvatica) in črni gaber (Ostrya carpinifolia), redkeje pa – pravi kostanj (Castanea sativa). Iglavce gozdnega pasu sestavljajo rdeči bor (Pinus sylvestris), črni bor (Pinus nigra), navadna smreka (Picea abies), bela jelka (Abies alba), bolgarska jelka (Abies borisii-regis), balkanski bor (Pinus peuce) ) in munika (Pinus holdreichii). Med prevladujočimi drevesnimi vrstami nižjega pasu iglavcev med 1000 in 1450 m je črni bor, medtem ko gozdove na višjih nadmorskih višinah do 1800–1900 m tvori munika in je največji te vrste na Balkanu. Rezervat in Pirinski narodni park sta edina habitata te vrste bora v Bolgariji. Povprečna starost gozdov munike je 60 do 120 let, pa tudi več kot 200 in redko 400 let. Višina posameznih dreves lahko preseže 30 m. Bukev in jelka rasteta v senčnih habitatih z bogatimi tlemi, munika pa zaseda območja z manj hranilnimi snovmi.
Grmovnice v rezervatu so prav tako raznolike in so: navadna tisa (Taxus baccata), volčin Daphne kosaninii, navadni volčin (Daphne mezereum), Daphne oleoides in drugi.
Zelnate rastline so zelo razširjene zaradi ugodnih podnebnih in talnih razmer ter zaradi apnenčastih tal. Bolgarski del Slavjanke je edini habitat endemičnega Convolvulus suendermanii. Pomembne zavarovane vrste so praprot Venerini laski (Adiantum capillus-veneris), francoska grebenuša (Polygala nicaeensis), kranjska kozja češnja (Rhamnus fallax), pa tudi balkansko endemično vrsto Fritillaria drenovskii, omejeno na Slavjanko, Pirin in severno Grčijo , kosmatinec Pulsatilla rhodopaea, Saxifraga siriri, Viola delphinantha, omejena na to območje Bolgarije, pa tudi na Grčijo , Centaurea parilica, omejena na Slavjanko in južni Pirin , itd.
Leta 2012 so v Ali Botušu odkrili eno redkih gliv na svetu, Zeus olympius, ki je bila do tedaj znana le z gore Olimp v Grčiji. Raste le v povezavi z muniko.

## Živalstvo
Raznoliko je tudi živalstvo rezervata. Najpogostejši večji sesalci so rjavi medved, volk, srna, divja svinja, poljski zajec, navadna lisica, evropski jazbec in zlati šakal. Plazilci so raznoliki in vključujejo dve vrsti želv, škrlatno želvo in Hermannovo želvo ter številne kače in kuščarje, kot sta redka mačjeoka kača in Erhardov stenski kuščar. To je edino mesto v Bolgariji, kjer najdemo makedonskega Triturus macedonicus.
Med 55 in 60 % mediteranskega bioma pripada nevretenčarjem. Do zdaj je bilo iz rezervata opisanih več kot 1200 vrst žuželk. Posebej zanimivi so dnevni metulji. Leta 1992 je biolog Zdravko Kolev opredelil pet novih vrst metuljev za Bolgarijo - Euchloe penia, modrin Polyommatus andronicus, grški modrin Polyommatus aroaniensis, Higginov modrin Agrodiaetus nephohiptamenos in Pseudochazara orestes; vsi, razen prvega, so balkanske endemične vrste, vse druge razen grškega modrina pa je v Bolgariji mogoče opaziti le na Slavjanki in Pirinu.